# رهاب الروائح
رهاب الروائح (بالإنجليزية: Osmophobia أو olfactophobia)‏ هو خوف أو نفور أو فرط تحسس فسلجي تجاه الروائح. يحصل الرهاب عادة في حالات الصداع النصفي المزمن حيث أن هنالك مرضى يعانون من الصداع النصفي تحدث النوبات لديهم بفعل الروائح. هذا النوع من الصداع النصفي يحدث بسبب الروائح الكريهة، لكن في بعض الحالات من الممكن أن يتحسس المريض لكل أنواع الروائح. بحسب إحدى الدراسات، وجد أن 25% من مرضى الصداع النصفي يعانون ولو بدرجة ما من رهاب الروائح.